# (158623) Perali
(158623) Perali – planetoida z pasa głównego asteroid okrążająca Słońce w ciągu 3 lat i 175 dni w średniej odległości 2,30 j.a. Została odkryta 24 stycznia 2003 roku w Obserwatorium La Silla przez Andrea Boattiniego i Hansa Scholla. Nazwa planetoidy pochodzi od Mirelli Perali (ur. 1931), astronom amator, interesującej się ewolucją Układu Słonecznego, kosmologią i historią astronomii. Przed nadaniem nazwy planetoida nosiła oznaczenie tymczasowe (158623) 2003 BS4.